# Ruta Nacional 56 (Japón)

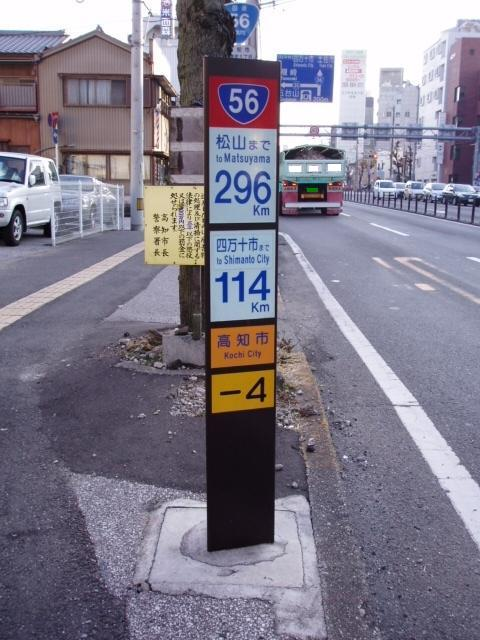
Mojón -4 km (distrito Chiyoricho de la Ciudad de Kochi).

La Ruta Nacional 56 (国道56号 Kokudō 56-gō?) es una ruta nacional que une las ciudades de Kochi de la Prefectura de Kochi con la Ciudad de Matsuyama de la Prefectura de Ehime.

## Características
En su recorrido une localidades de la zona sur y oeste de la Región de Shikoku. Los tramos comprendidos entre las ciudades de Kochi y Susaki (須崎市 Susaki-shi?), Shimanto (四万十市 Shimanto-shi?) y Sukumo (宿毛市 Sukumo-shi?), y Uwajima y Matsuyama, registran un tráfico importante. Mientras que los restantes tramos son relativamente tranquilos, ideales para disfrutar los cambiantes paisajes que van desde la costa a las zonas montañosas.

## Datos
- Distancia recorrida: 295,0 km
- Punto de inicio: Cruce Kenchomae (県庁前交差点 Kenchōmae-kōsaten?) en la Ciudad de Kochi de la Prefectura homónima. Punto final de las rutas nacionales 32 y 55; punto de inicio de las rutas nacionales 33, 56, 194, 195 y 493.
- Punto final: Cruce Shiyakushomae (市役所前交差点 Shiyakushomae-kōsaten?) en la Ciudad de Matsuyama de la Prefectura de Ehime.

## Historia
- 1953: el 18 de mayo es designada Ruta Nacional Secundaria 197 (二級国道197号 Nikyū-kokudō 197-gō?).
- 1963: el 1° de abril pasa a ser la Ruta Nacional Principal 56 (一級国道56号 Ikkyū-kokudō 56-gō?).
- 1965: el 1° de abril pasa a denominarse Ruta Nacional 56, al eliminarse la diferenciación entre rutas nacionales principales y secundarias.

## Tramos compartidos
- desde el Cruce Kenchomae (県庁前交点 Kenchōmae-kōsaten?) del distrito Honcho (本町 Honchō?) hasta el Cruce Chiyoricho 1-chome (知寄町一丁目交点 Chiyorichō 1-chōme kōten?) del distrito Chiyoricho (知寄町 Chiyorichō?), ambos en la Ciudad de Kochi. Tramo compartido con las rutas nacionales 32 (国道32号 Kokudō 32-gō?), 55 (国道55号 Kokudō 55-gō?), 195 (国道195号 Kokudō 195-gō?) y 493 (国道493号 Kokudō 493-gō?).
- desde el Cruce Kenchomae (県庁前交点 Kenchōmae-kōsaten?) del distrito Honcho (本町 Honchō?) en la Ciudad de Kochi hasta el Cruce Shimobunko (下分甲交点 Shimobunkō-kōten?) de la Ciudad de Susaki. Tramo compartido con la Ruta Nacional 197 (国道197号 Kokudō 197-gō?).
- desde la Ciudad de Susaki hasta el Cruce Furuichimachi (古市町交点 Furu'ichimachi-kōten?) del Pueblo de Shimanto (四万十町 Shimanto-chō?) del Distrito de Takaoka (高岡郡 Takaoka-gun?) de la Prefectura de Kochi. Tramo compartido con la Ruta Nacional 381 (国道381号 Kokudō 381-gō?).
- desde el Cruce Seinen-no-ie Iriguchi (青年の家入口交点 Seinen-no-ie Iriguchi-kōten?) del distrito Kitatada (北只?) hasta el Cruce Hijikawabashi (肱川橋交点 Hijikawabashi-kōten?) del distrito Nakamura (中村?), ambos en la Ciudad de Oozu de la Prefectura de Ehime. Tramo compartido con la Ruta Nacional 197.

## Localidades que atraviesa
- Prefectura de Kochi
  - Ciudad de Kochi
  - Pueblo de Haruno (春野町 Haruno-chō?) del Distrito de Agawa (吾川郡 Agawa-gun?)
  - Ciudad de Tosa (土佐市 Tosa-shi?)
  - Ciudad de Susaki (須崎市 Susaki-shi?)
  - Pueblo de Nakatosa (中土佐町 Nakatosa-chō?) del Distrito de Takaoka (高岡郡 Taka'oka-gun?)
  - Pueblo de Shimanto (四万十町 Shimanto-chō?) del Distrito de Takaoka
  - Pueblo de Kuroshio (黒潮町 Kuroshi'o-chō?) del Distrito de Hata (幡多郡 Hata-gun?)
  - Ciudad de Shimanto (四万十市 Shimanto-shi?)
  - Ciudad de Sukumo (宿毛市 Sukumo-shi?)

- Prefectura de Ehime
  - Pueblo de Ainan del Distrito de Minamiuwa
  - Ciudad de Uwajima
  - Ciudad de Seiyo
  - Ciudad de Oozu
  - Pueblo de Uchiko del Distrito de Kita
  - Ciudad de Iyo
  - Pueblo de Masaki del Distrito de Iyo
  - Ciudad de Matsuyama